# 크리스마스 스토리 (1983년 영화)
《크리스마스 스토리》(영어: A Christmas Story)는 미국에서 제작된 밥 클라크 감독의 1983년 크리스마스 코미디 영화이다. 피터 빌링즐리 등이 출연하였고, 러네이 듀폰트 등이 제작에 참여하였다.
이 영화는 1983년 11월 18일 개봉되었다. 1984년 제5회 지니상에서 감독상과 각본상을 수상했다. 2012년 미국 의회도서관에 의해 문화적, 역사적, 미적으로 중요성을 인정받아 미국 국립영화등기부에 등재되었다.

## 줄거리

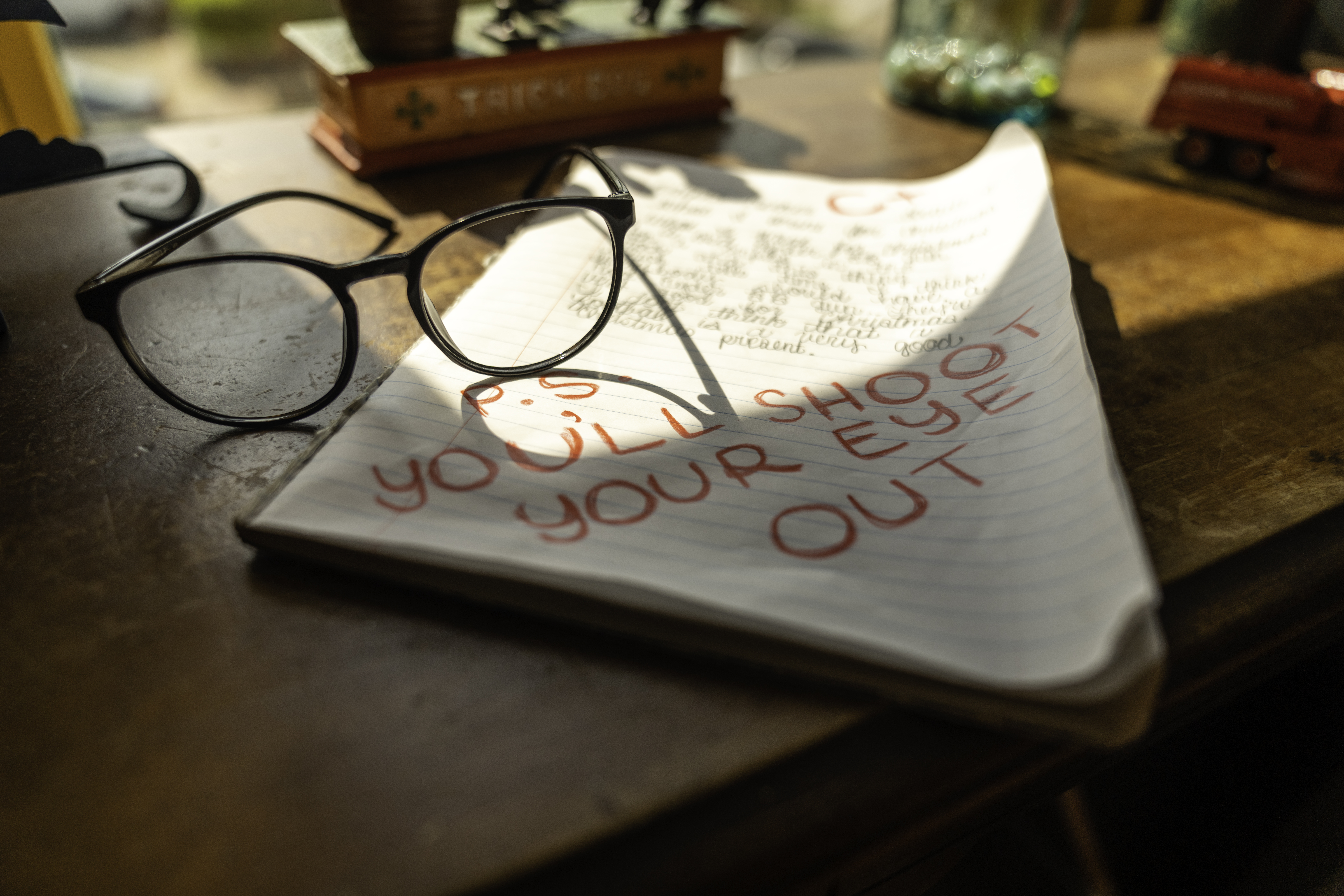

어른이 된 랠피는 1940년 9살 시절 크리스마스 선물로 BB탄 총을 간절히 원했던 일을 회상한다.
어머니, 교사 실즈 양 모두 위험하다며 불허하고, 히그비스 백화점 산타클로스는 눈알이 날아갈 거라고 경고한다. 하지만 결국 아버지가 사주고 만다.
어머니가 우려했던 대로 랠피가 금속 과녁을 겨냥해 총을 쏘자마자 과녁에 맞은 BB탄이 되튀어나와 랠피의 안경을 맞추면서 안경알이 깨진다. 그와 동시에 몸에 가해진 충격으로 인해 랠피가 나가 떨어지면서 안경이 벗겨진다. 안경을 찾던 랠피는 그만 안경을 밟아 부숴버린다. 랠피는 차고 지붕에서 고드름이 떨어졌다고 거짓말을 둘러대고 우는 시늉을 해 어머니를 속여넘긴다.
이외에 랠피, 슈워츠와 내기를 건 친구 플릭이 학교 운동장 깃대에 혀를 갖다댔다가 혀가 달라붙어 소방서에서 출동하는 소동 등 소소한 곁가지 삽화들이 이어진다.

## 출연
- 피터 빌링즐리 - 랠피 파커 역
- 진 셰퍼드 - 어른 랠피 (해설 목소리) / 히그비스 산타클로스 줄에 선 남성 역
- 이언 퍼트렐라 - 랜디 파커 역
- 멀린다 딜런 - 파커 부인 역
- 대런 맥개빈 - 아버지 역
- 스콧 슈워츠 - 플릭, 랠피의 친구 역
- R. D. 로브 - 슈워츠, 랠피의 친구 역
- 잭 워드 - 스컷 파커스, 이웃 악동 역
- 테디 무어 - 실즈 양 역

## 기타 제작진
- 협력 제작: 게리 고크
- 배역: 제인 파인버그, 마이크 펜턴, 캐런 해자드, 마샤 셔먼
- 미술: 루번 프리드
- 의상: 메리 E. 매클라우드

## 같이 보기
- 크리스마스 영화 목록